# Gibraltarees real
De Gibraltarees real was de officiële munteenheid van Gibraltar tot 1825 en bleef circuleren naast andere Spaanse en Britse valuta's tot 1898.

## Geschiedenis
Nadat de Anglo-Nederlandse bezetting van Gibraltar in 1704, bleef de Spaanse real circuleren in de stad. Er werd echter geen onderscheid gemaakt tussen de zilveren (de plata) en billon (de vellón) reales die door de Spanjaarden werden uitgegeven (1 real de plata = 2 reales de vellón vóór 1737, 2½ erna), wat een aanzienlijke winst opleverde voor de legerofficieren die betalingen deden aan troepen.
In 1741 werden de volgende wisselkoersen vastgesteld: 2 blancas = 1 maravedi, 4 maravedíes = 1 quarto of quart, 16 quartos = 1 real de vellón, 8 reales de vellón = 1 peso sencillo ("huidige" dollar), 10 reales de vellón = 1 peso fuerte ("harde" dollar, ook bekend als de Spaanse dollar). Deze verdubbelden ongeveer de waarde van de real de vellón ten opzichte van de waarde in Spanje. Een groot deel van de valuta in omloop was in de vorm van koperen munten, aangezien de lage waarde van zilveren munten ten opzichte van billon ertoe leidde dat het meeste zilver van Gibraltar naar Spanje werd geëxporteerd. Koperen koopmanspenningen in quarts werden uitgegeven tussen 1802 en 1820.
In 1825 werden de relatieve waarden van de verschillende circulerende munten herzien en gekoppeld aan het Britse pond. De real de plata werd onderverdeeld in 24 quarts, wat de real de plata waardeerde op 96 maravedíes vergeleken met 85 in Spanje. De Spaanse dollar werd gewaardeerd op 4 shilling en 4 pence en Britse zilveren munten werden geïmporteerd. Omdat deze waardering van de Spaanse dollar echter te hoog was, konden Britse zilveren munten niet circuleren, hoewel Britse koperen munten dat wel deden, met een informele waardering van 1 quart = 1 farthing (eigenlijk 1 quart = 11⁄12 farthing). Deze discrepantie werd ook uitgebuit ten bate van legerofficieren die betalingen deden aan troepen.
In 1842 werden munten uitgegeven in coupures van ½, 1 en 2 quarts. In totaal werden er 387.072 quarts aan munten uitgegeven (gelijk aan 2016 dollars of £436 16s), waardoor soldaten hun loon in quarts konden betalen in plaats van in pence. Andere munten bleven echter circuleren tot 1872. In dat jaar werd de Spaanse munteenheid het enige wettige betaalmiddel in Gibraltar. In 1898 zorgde de Spaans-Amerikaanse Oorlog ervoor dat de Spaanse peseta alarmerend daalde en op 1 oktober van dat jaar werd het Gibraltarees pond geïntroduceerd als enige munteenheid van Gibraltar, aanvankelijk in de vorm van Britse munten en bankbiljetten.